# Emilienne Galicier
Émilienne Berthe Galicier (* 11. Juni 1911 in Villeneuve-sur-Yonne (Yonne); † 7. Juli 2007 in Tourcoing (Nord)) war eine französische Politikerin (PCF).
Sie war Parlamentsabgeordnete für das Département Nord von 1945 bis 1946 sowie ab 1958 während dreier Legislativen der IV. Republik.

## Biografie

### Familie, Politik, Resistance
Galicier stammte aus einer Familie kleiner Weinbauern in Burgund. Sie brach ihre Schulausbildung im Alter von elf Jahren ab, arbeitete erst in einer bürgerlichen Familie und später in einer Fabrik in Villeneuve-sur-Yonne, bis sie ihren Arbeitsplatz verlor. Anschließend war sie in einer Metzgerei beschäftigt.
Als Gewerkschaftsvertreterin hatte sie eine wichtige Position in der Gewerkschaft der Fleischer. 1935 trat sie der Kommunistischen Partei bei. Sie besuchte 1937 eine Parteisektionsschule und 1939 eine weiterführende Schule der Partei.
Während des Zweiten Weltkriegs schloss sie sich der Résistance an. Sie war im Departement Nord aktiv und stand in Verbindung mit Maria Rabaté und Louis Lallemand. Sie war Leiterin der Union des femmes françaises für die Départemente Nord, Pas-de-Calais, Aisne und Ardennes.

### Abgeordnete
Bei den Wahlen zur verfassungsgebenden Versammlung am 21. Oktober 1945 und 2. Juni 1946 wurde Émilienne Galicier auf der von Henri Martel angeführten Liste im 3. Wahlkreis des Departements Nord gewählt. Sie zählt zu den ersten weiblichen Abgeordneten in der französischen Geschichte.
Als Mitglied des Ausschusses für Landwirtschaft und Versorgung sowie des Ausschusses für Wiederaufbau und Kriegsschäden setzte sie sich für Frauen, Familien und Textilarbeiterinnen ein.
Émilienne Galicier wurde während der Vierten Republik von 1946 bis 1958 erneut zur Abgeordneten gewählt. Sie unterbreitete insbesondere Vorschläge zur Verbesserung der Lage der Arbeiter und forderte Maßnahmen zugunsten der Textilindustrie, gleiche Löhne für Frauen und Männer, eine Arbeitszeit von 40 Stunden und zwei aufeinanderfolgende Ruhetage für Frauen.

## Ehrungen
- Ritter der Ehrenlegion[5]